# ジーリー・BL
吉利・美人豹 (Geely BL, Beauty Leopard) は、中国の自動車メーカー、吉利汽車のクーペである。

## 概要
GM大宇の協力によって設計され、2003年1月28日に生産が開始された。
エンジンは、天津一汽夏利汽車製のトヨタ 1.3Lエンジンと、1.5Lエンジンを搭載し、さらに、車載カラオケを装備している。
デザインについては、リアコンビランプがトヨタ・スープラに類似している。

## 美人豹II
2007年の上海モーターショーには、美人豹IIが出品された。なお、フロントのデザインはアルファロメオに類似している。